# So Small
«So Small» — песня американской кантри-певицы Кэрри Андервуд, вышедшая 14 августа 2007 года в качестве первого сингла с её второго студийного альбома Carnival Ride (2007). Авторами песни выступили Андервуд, Хиллари Линдси и Люк Лэрд. Сингл стал пятым чарттоппером Андервуд в кантри-чарте Hot Country Songs. Песня получила несколько наград и номинаций.

## История
«So Small» дебютировал на 20-м месте в кантри-чарте Billboard Hot Country Songs 18 августа 2007 года, став высшим дебютом для сольной певицы. Этот рекорд продержался до 2012 года, когда его побил сингл «We Are Never Ever Getting Back Together» певицы Тейлор Свифт. Песня также дебютировала на 13-м месте в чарте  Billboard Bubbling Under Hot 100 Singles и две недели позднее на 98-м месте в основном американском хит-параде Hot 100. На третью неделю сингл поднялся на 93-го на 17-е место Hot 100 с тиражом 71,000 цифровых загрузок, став для Андервуд её пятым хитом в лучшей двадцатке. К маю 2012 года получил платиновую сертификацию. К ноябрю 2015 года тираж сингла составил 1,088 млн копий.
Музыкальное видео для «So Small» снял режиссёр Роман Уайт.

## Награды и номинации

### 2010CMATriple-Play Awards
| Год  | Номинируемая работа | Категория                                                           | Результат |
| ---- | ------------------- | ------------------------------------------------------------------- | --------- |
| 2010 | «So Small»          | Triple-Play Songwriter (вместе с «All-American Girl» и «Last Name») | Победа    |

### 2008CMT Music Awards
| Год  | Номинируемая работа | Категория                | Результат |
| ---- | ------------------- | ------------------------ | --------- |
| 2008 | «So Small»          | Female Video of the Year | Номинация |

### 14th Inspirational Country Music Awards
| Год  | Номинируемая работа | Категория                                     | Результат |
| ---- | ------------------- | --------------------------------------------- | --------- |
| 2008 | «So Small»          | Inspirational Country Music Video of the Year | Номинация |

### 2008 BMI Awards
| Год  | Номинируемая работа | Категория                                 | Результат |
| ---- | ------------------- | ----------------------------------------- | --------- |
| 2008 | «So Small»          | Songwriter of the Year (Carrie Underwood) | Победа    |

## Чарты

### Еженедельные чарты
| Чарт (2007)                         | Высшая позиция |
| ----------------------------------- | -------------- |
| Канада (Billboard Canadian Hot 100) | 14             |
| Канада (Billboard Country)          | 3              |
| США (Billboard Hot 100)             | 17             |
| США (Billboard Hot Country Songs)   | 1              |

### Итоговые годовые чарты
| Чарт (2007)                    | Позиция |
| ------------------------------ | ------- |
| США (Country Songs, Billboard) | 13      |

## Сертификации
| Регион | Сертификация | Продажи    |
| --- | ------------ | ---------- |
| США (RIAA) | Платиновый   | 1,000,000* |
| * Данные о продажах приведены только на основе сертификации. ^ Данные о тиражах приведены только на основе сертификации. |              |            |